# Президентские выборы в Камеруне (2004)
Президентские выборы состоялись в Камеруне 11 октября 2004 года. Действующий президент Поль Бийя был легко переизбран на выборах, которые, по утверждению оппозиции, были широко распространены фальсификации на выборах.

## История
Бийя пришел к власти в 1982 году и к 2004 году правил Камеруном в течение 22 лет. Многопартийная демократия была введена на выборах 1992 года, но Бийя был обвинен в фальсификации выборов, чтобы обеспечить победу. На последних президентских выборах в 1997 году Бийя был переизбран с 93 % голосов после того, как оппозиционные партии бойкотировали выборы. Перед выборами 2004 года ожидалось, что Бийя будет переизбран на другой срок полномочий без каких-либо шансов на то, что кто-либо ещё сможет или сможет победить его.

## Кандидаты
После объявления о том, что президентские выборы состоятся 11 октября, Бийя подтвердил 16 сентября, что он будет баллотироваться на переизбрание. Перед его объявлением были звонки от таких групп, как университетские преподаватели и более 100 бывших футболистов, чтобы он снова встал.
Против Бийи выступили ещё 15 кандидатов после того, как оппозиция не смогла согласовать единого кандидата. 10-партийная коалиция выдвинула Адаму Ндам Нджойя на выборы, но его кандидатура была отклонена ветераном оппозиционного политика Ни Джона Фру Нди, который также решил баллотироваться. Фру Нди сказал, что он должен был быть выбран вместо Нджойи, поскольку социал-демократический фронт Фру Нди имел больше избранных членов. Фру Нди был англофоном из Западного Камеруна, который баллотировался на выборах 1992 года, в то время как Адаму Ндам Нджойя был мусульманским франкофоном из Северного Камеруна.
Были также сообщения о том, что Бийя поддержал некоторых кандидатов, чтобы они могли выступать в качестве спойлеров.

## Кампания
Бийя изначально не участвовал в выборах и только сделал свою первую остановку кампании в течение последней недели до дня голосования. Бийя назвал своих оппонентов неопытными и сказал, что он единственный человек, который может предотвратить анархию в Камеруне. Он также пообещал улучшить образование, здравоохранение и права женщин, а также децентрализовать и развивать промышленность и туризм. Одним из предвыборных лозунгов Бийи был лозунг «бесплатные противомоскитные сетки для беременных женщин», но в отношении обещаний, данных Бией после провала предыдущих выборов, был выражен значительный скептицизм.
Оппозиционные кандидаты заявили, что правительство плохо управляло экономикой и не смогло решить проблему широко распространенной нищеты. Ни Джон Фру Нди привлек к своим митингам большинство сторонников любого из оппозиционных кандидатов, причем до 30 000 человек посетили его митинг в Дуале. Он пообещал восстановить прежнюю шкалу заработной платы для рабочих, снизить коррупцию и бедность, отказаться от платы за обучение в университете и отменить налогообложение малого бизнеса.

## Проведение выборов
Оппозиционные кандидаты подвергли критике выборы, поскольку видели значительное количество многократного голосования и что силы безопасности преследовали агентов оппозиции на избирательных участках. Они заявили, что выборы были сфальсифицированы, и обратились в Верховный суд с просьбой аннулировать их результаты. Однако большинство международных наблюдателей заявили, что, несмотря на некоторые недостатки, выборы прошли в основном удовлетворительно. В их число входила группа бывших конгрессменов Соединенных Штатов, которые назвали выборы «справедливыми и транспарентными»; однако Международная федерация лиг по правам человека высказала несогласие и заявила, что выборы были отмечены многочисленными нарушениями.

## Результаты
25 октября 2004 года Верховный Суд подтвердил эти результаты и отклонил жалобы оппозиции. Окончательные результаты показали, что Бия обеспечил 70,9 % голосов против 17,4 % для своего ближайшего соперника Ни Джона Фру Нди.
| Кандидат                                                                                  | Партия                                        | Голосов   | %     |
| ----------------------------------------------------------------------------------------- | --------------------------------------------- | --------- | ----- |
| Поль Бийя                                                                                 | Камерунское народное демократическое движение | 2 665 359 | 70,92 |
| Ни Джон Фру Нди                                                                           | Социал-демократический фронт                  | 654 066   | 17,40 |
| Адамоу Ндам Нджойя                                                                        | Демократический союз Камеруна                 | 168 318   | 4,48  |
| Гарга Хаман Адджи                                                                         | Альянс за демократию и развитие               | 140 372   | 3,74  |
| Джастин Моуафо                                                                            | Национализм камерунских патриотов             | 14 915    | 0,40  |
| Ёндо Манденджуе                                                                           | Общественное движение За Новую Демократию     | 13 601    | 0,36  |
| Анисет Экане                                                                              | Общественное движение За Новую Демократию     | 13 290    | 0,35  |
| Фриц Пьер Нджо                                                                            | Экологическое движение Камеруна               | 13 122    | 0,35  |
| Жан Михель Текам                                                                          | Партия социал-демократоы                      | 12 785    | 0,34  |
| Викторин Хамени Биеулеу                                                                   | Союз демократических сил                      | 11 920    | 0,32  |
| Недействительные/пустые бюллетени                                                         | Недействительные/пустые бюллетени             | 72 051    | -     |
| Всего                                                                                     | Всего                                         | 3 830 272 | 100   |
| Зарегистрированные избиратели/явка                                                        | Зарегистрированные избиратели/явка            | 4 657 748 | 82,23 |
| Источник: African Elections Database Архивная копия от 3 сентября 2011 на Wayback Machine |                                               |           |       |